# Román Díaz
Román Díaz (Moreno, Buenos Aires, Argentina, 31 de julio de 1980) es un futbolista argentino retirado. Jugó de delantero, o mediocampista ofensivo (cumpliendo funciones mixtas) y su último club fue el Club Mercedes del Torneo Federal C. Es hermano de Rodrigo Díaz (“El Rengo”), también jugador de fútbol. 

## Trayectoria
Hincha de San Lorenzo de Almagro, realizó su formación como futbolista en el Club Atlético Lanús, aunque debutó jugando para Chacarita Juniors el 21 de octubre de 2001, contra Belgrano. Allí estuvo hasta el año 2003, tras disputar 36 partidos y marcar 3 goles. Luego, se le daría la chance de defender los colores que ama, los del “Cuervo” de Boedo. Disputó en San Lorenzo la Temporada 2003/2004 (28 partidos, 5 goles y 2 expulsiones).

### En Atlas
Sus características despertaron la atención del Atlas mexicano, club para el que fichó durante el segundo semestre del año 2004. Allí solamente jugó cuatro partidos. De regreso al país, se incorporó a Lanús, donde tuvo dos etapas. La primera, de comienzos del 2005, interrumpida por un préstamo a Rosario Central (jugó 6 encuentros), y la segunda tras regresar de Rosario, durante el primer semestre del año 2006. En el “Granate” protagonizó un total de 18 encuentros y marcó 4 goles.

### Colombia
Tras seis meses sin club, decidió aceptar una oferta para jugar en Colombia, en el Deportes Quindío, del cual rápidamente se desvinculó sin disputar juego alguno. De nuevo en la Argentina, se incorporó a Almirante Brown. En su primera etapa en Isidro Casanova solamente disputó 3 partidos (Temporada 2007/2008). Otros seis meses sin formar parte de plantilla alguna lo llevó a incorporarse a Almagro (primer semestre del 2009). Defendió la casaca “Tricolor” en 9 ocasiones y marcó 2 goles. Durante el segundo semestre del 2009 formaría parte del plantel de Instituto de Córdoba, jugando 10 partidos para la “Gloria” y marcando 3 goles.
Cuando su “resurrección” futbolística parecía consumada, abandonó Córdoba para mudarse a San Juan, donde tenía todo arreglado para incorporarse a San Martín. Pero el pase se frustró y nuevamente apareció Almirante Brown en su horizonte. En este segundo paso por el oeste del conurbano jugó en 13 ocasiones y fue expulsado una vez. A principios del 2011 se le planteó la oportunidad de poder regresar al exterior. Everton de Viña del Mar lo incorporó a sus filas, y tras 7 partidos y 3 goles rescindió su contrato, regresando a la Argentina nuevamente y por tercera vez a Almirante Brown, donde entrenó pero no llegó a jugar.
En el segundo semestre del 2012 se sumó al recientemente ascendido Douglas Haig de Pergamino. 3 partidos y un penal atajado por Julio Chiarini fueron su saldo. A comienzos del 2013, se incorporó como refuerzo de media temporada a Tristán Suárez, club en el que jugó 11 encuentros y marcó 2 goles, uno de ellos de media distancia a Claudio Flores, en el último empate en 1 disputado en el sur.
Cuando tenía todo arreglado con la directiva del Deportivo Morón para sumarse a las filas del “Gallo”, apareció Platense y estampó su firma. 
Resumiendo, se le contabilizan 145 partidos jugados en una trayectoria de 12 años como futbolista profesional, en los cuales marcó 22 goles, siendo expulsado en 3 oportunidades.
Ha participado en dos torneos internacionales: Copa Sudamericana 2003, con San Lorenzo y Copa Sudamericana 2005, con Rosario Central.
En 2017 retorno al fútbol para jugar el Torneo Federal C 2017 con Club Mercedes. Fue dirigido por un viejo conocido de Brown Walter Díaz. Finalizado ese año, se retiró del futbol.

## Clubes
| Club                 | País      | Año       |
| -------------------- | --------- | --------- |
| Chacarita Juniors    | Argentina | 2001-2003 |
| San Lorenzo          | Argentina | 2003-2004 |
| Atlas de Guadalajara | México    | 2004      |
| Lanús                | Argentina | 2005      |
| Rosario Central      | Argentina | 2005      |
| Lanús                | Argentina | 2006      |
| Deportes Quindío     | Colombia  | 2007      |
| Almirante Brown      | Argentina | 2007-2008 |
| Almagro              | Argentina | 2009      |
| Instituto de Córdoba | Argentina | 2009      |
| Almirante Brown      | Argentina | 2010      |
| Everton              | Chile     | 2011      |
| Douglas Haig         | Argentina | 2012      |
| Tristán Suárez       | Argentina | 2013      |
| Platense             | Argentina | 2013-2014 |
| Almirante Brown      | Argentina | 2014-2016 |
| Club Mercedes        | Argentina | 2017      |

## Palmarés

### Campeonatos nacionales
| Título                  | Club            | País      | Año  |
| ----------------------- | --------------- | --------- | ---- |
| Primera B Metropolitana | Almirante Brown | Argentina | 2010 |